# Václav Alois Jung
Václav Alois Jung (8. srpna 1858, Městská Habrová část Rychnova nad Kněžnou – 3. prosince 1927, Praha) byl univerzitní profesor, překladatel a novinář.

## Život
Narodil se v Městské Habrové, která je dnes součástí Rychnova nad Kněžnou, v rodině krejčího a manželky Anny, rozené Grulichové. Studoval na rychnovském gymnáziu, kde v roce 1878 složil maturitní zkoušku. Na vysokoškolských studiích v Praze studoval dánskou, španělskou, anglickou a ruskou literaturu. Od roku 1877 psával do Lumíru a Máje básně. V letech 1881–1910 pobýval v USA, kde působil jako novinář, později jako pokladník Národní banky. Zde se plně věnoval překladu Evžena Oněgina. Po 19 letech amerického pobytu se vrátil do vlasti a stal se profesorem na Obchodní akademii v Plzni. Podnikl delší cestu po Rusku. Po návratu opět odjel do Ameriky a definitivně se na podzim 1903 vrátil do Prahy. Stal se lektorem angličtiny na pražské české univerzitě v Praze – filozofické fakultě. V letech 1907–1926 působil jako středoškolský profesor. Jeho hlavní dílo je Slovník anglicko-český (1906–1911). Byl uznávaným překladatelem z angličtiny a ruštiny. Překládal A. S. Puškina (Evžen Oněgin), G. G. Byrona (Don Juan), W. Whitmana (Vyhlídky demokracie) atd. Dne 14. června 1931 byl v Městské Habrové před jeho rodným domem odhalen památník.

### Rodinný život
Václav Alois Jung byl dvakrát ženat. S první manželkou Marií, rozenou Řezáčovou (1868–??) se roku 1885 oženil v USA, kde zůstala po jeho návratu do Čech; druhá manželka Matylda, rozená Marková (1880–??) žila s Václavem Aloisem Jungem v Praze. V přihlášce uvedl jako domovskou obec Linn ve státě Iowa (USA), v době přihlášky bylo manželství bezdětné.

## Dílo
- Půl roku v carské Říši obrázky z Ruska[5]
- (1903) Na prahu nového světa a rodina Petro Běla (Kus amerického západu)[6]

### Překlady
- 1892 Alexandr Sergejevič Puškin Evžén Oněgin: veršovaný román od Alexandra Puškina.[7]
- 1903 Walt Whitman Vyhlídky demokracie; a Moje kniha a já; Poohlédnutí se nazpět na vlastní cestu; Naše vzácné návštěvy.[8]
- 1903 Ivan Sergejevič Turgeněv Běžin luh. Křepelka. Rozhovor. Alumžna...[9]
- (1904–1905) George Gordon Byron Don Juan, satirický román ve verších.[10]
- 1910 Dům a zahrada[11]
- (1920) Alexandr Sergejevič Puškin Z Puškinovy lyriky[12]
- (1921) Charles Sarolea (1870–1953) President Masaryk and the spirit of Abraham Lincoln. President Masaryk a duch Abrahama Lincolna[13]